# Neuwiedia annamensis
Neuwiedia annamensis är en orkidéart som beskrevs av François Gagnepain. Neuwiedia annamensis ingår i släktet Neuwiedia och familjen orkidéer. Inga underarter finns listade i Catalogue of Life.